# Años 1590
Los años 1590 o década del 1590 empezó el 1 de enero de 1590 y terminó el 31 de diciembre de 1599.

## Acontecimientos
- 1590 - Urbano VII sucede a Sixto V como papa.
- 1590 - Gregorio XIV sucede a Urbano VII como papa.
- El Greco pinta La Oración del huerto.
- Comienza el período de máxima llegada de metales preciosos de América a España. Acabaría en 1600.
- 1591 - Inocencio IX sucede a Gregorio XIV como papa.
- 1592 - Clemente VIII sucede a Inocencio IX como papa.
- 1592 - Cortes de Tarazona (1592)
- 1597 - Creación de la primera escuela gratuita de Europa  (Escolapios)
- 1598 - Muere  Felipe II